# Залесский сельсовет (Глубокский район)
Залесский сельсовет — административная единица на территории Глубокского района Витебской области Республики Беларусь.

## Состав
Залесский сельсовет включает 31 населённый пункт:
- Барсуки — деревня.
- Березовики — хутор.
- Бруйки — хутор.
- Бушики — деревня.
- Воробьи — деревня.
- Гаспоровщина — деревня.
- Дылевичи — деревня.
- Заборцы — деревня.
- Загорье — деревня.
- Залесье — деревня.
- Заозерье — хутор.
- Запрудье — деревня.
- Зарубчики — деревня.
- Зубки — деревня.
- Каменка — хутор.
- Карпики — деревня.
- Копыльщина — деревня.
- Кравцы — деревня.
- Ласькие — деревня.
- Летники — деревня.
- Лучайка — деревня.
- Маковье — деревня.
- Малиновка — деревня.
- Носыри — деревня.
- Половица — деревня.
- Сорики — деревня.
- Сороки — деревня.
- Сосновка — деревня.
- Стриевщина — хутор.
- Черенка — деревня.
- Шилово — деревня.

Упразднённые населённые пункты на территории сельсовета:
- Гребло — деревня.